# São Paulo Indy 300 2010
São Paulo Indy 300 2010 var säsongspremiär för 2010 års IndyCar Series. Tävlingen kördes den 14 mars på São Paulos gator. Kvalet försenades på grund av dåligt underlag på banan, och kördes på tävlingsmorgonen. Will Power tog sig förbi Ryan Hunter-Reay på det näst sista varvet, vilket gav honom segern i en tävling som ett tag avbröts på grund av regn.

## Slutresultat
| Plats | Förare              | Team                     | Grid | Kvaltid  |
| ----- | ------------------- | ------------------------ | ---- | -------- |
| 1     | Will Power          | Team Penske              | 5    | 1.28,015 |
| 2     | Ryan Hunter-Reay    | Andretti Autosport       | 4    | 1.27,875 |
| 3     | Vitor Meira         | A.J. Foyt Enterprises    | 16   | 1.29,116 |
| 4     | Raphael Matos       | Luczo Dragon/De Ferran   | 12   | 1.29,099 |
| 5     | Dan Wheldon         | Panther Racing           | 18   | 1.29,196 |
| 6     | Scott Dixon         | Chip Ganassi Racing      | 7    | 1.28,010 |
| 7     | Dario Franchitti    | Chip Ganassi Racing      | 1    | 1.27,735 |
| 8     | Mike Conway         | Dreyer & Reinbold Racing | 19   | 1.33,785 |
| 9     | Hélio Castroneves   | Team Penske              | 9    | 1.28,120 |
| 10    | Tony Kanaan         | Andretti Autosport       | 6    | 1.28,694 |
| 11    | Ernesto Viso        | KV Racing Technology     | 17   | 1.30,494 |
| 12    | Justin Wilson       | Dreyer & Reinbold Racing | 3    | 1.27,818 |
| 13    | Ana Beatriz         | Dreyer & Reinbold Racing | 22   | 1.32,416 |
| 14    | Ryan Briscoe        | Team Penske              | 8    | 1.28,117 |
| 15    | Danica Patrick      | Andretti Autosport       | 13   | 1.30,125 |
| 16    | Simona de Silvestro | HVM Racing               | 11   | 1.28,869 |
| 17    | Mario Romancini     | Conquest Racing          | 20   | 1.30,883 |
| 18    | Alex Lloyd          | Dale Coyne Racing        | 15   | 1.30,464 |
| 19    | Alex Tagliani       | FAZZT Race Team          | 2    | 1.27,767 |
| 20    | Hideki Mutoh        | Newman/Haas Racing       | 14   | 1.28,465 |
| 21    | Milka Duno          | Dale Coyne Racing        | 24   | 1.36,006 |
| 22    | Takuma Sato         | KV Racing Technology     | 10   | 1.28,267 |
| 23    | Marco Andretti      | Andretti Autosport       | 21   | 1.39,681 |
| 24    | Mário Moraes        | KV Racing Technology     | 23   | -        |